# Edmund von Pfleiderer
Edmund von Pfleiderer, född den 12 oktober 1842, död den 3 april 1902, var en tysk filosof, bror till Otto Pfleiderer.
Pfleiderer, som sedan 1878 var professor i filosofi i Tübingen, utgav åtskilliga arbeten av filosofiskt innehåll.